# Bloedbad in de school Santa María in Iquique

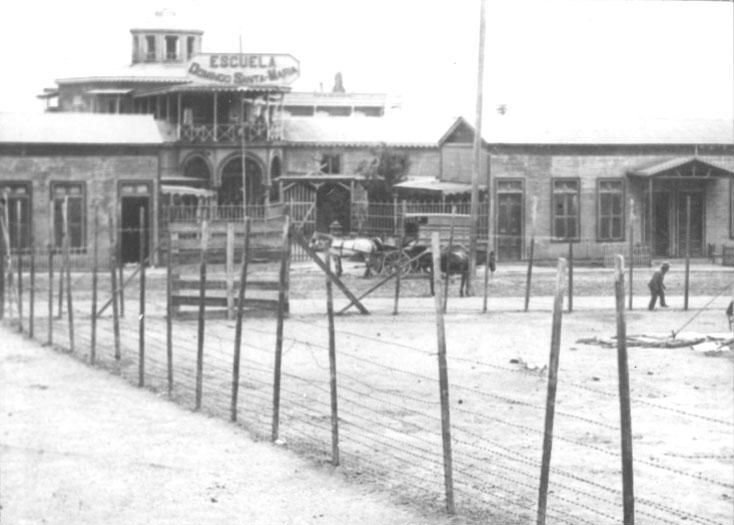
De school Santa María in Iquique

Het Bloedbad in Santa María de Iquique (Spaans: Matanza de la Escuela Santa María de Iquique) was een bloedbad op stakende mijnwerkers en hun familieleden dat werd aangericht door militairen in de school Santa María in de stad Iquique in Chili op 21 december 1907. Volgens de meest geaccepteerde schattingen verloren 2200 mensen het leven.
De stakingen begonnen op 10 december 1907 in de salpetermijn San Lorenzo, en verspreidden zich snel over mijnen uit de hele regio Tarapacá. De stakers eisten een eerlijker betaling en betere werkomstandigheden. Op 16 december trokken duizenden mijnwerkers met hun familieleden naar Iquique om hun eisen aan de regionale regering voor te leggen. Zij verzochten de intendent Julio Guzmán García te bemiddelen met de (meest Engelse) mijneigenaars, maar de eigenaars weigerden te onderhandelen zolang de stakers niet terug aan het werk gingen. Tussen de 10.000 en 12.000 stakers bevonden zich in Iquique en hadden zich verzameld op de Plaza Manuel Montt en de school Domingo Santa María.
Op 19 december arriveerde het leger in Iquique, geleid door generaal Roberto Silva Renard en kolonel Sinforoso Ledesma. Er werd een staat van beleg afgekondigd en de grondwettelijke vrijheden opgeschort. Een aantal mijnwerkers en familieleden poogden op 20 december de plaats te verlaten, maar werden bij de spoorbaan neergeschoten. Zes kwamen om het leven, de anderen raakten gewond. Na hun begrafenis de volgende dag verzocht het leger de stakers de school Santa María te verlaten. Silva en Ledesma eisten om 2:30 's middags dat de stakers de school binnen een uur zouden verlaten, anders zouden zij het vuur openen. Een uur later hadden slechts enkele stakers het gebouw verlaten en gaf Silva de opdracht het vuur te openen. Als eerste werden degenen die zich op het dak van het schoolgebouw bevonden doodgeschoten. De menigte probeerde in paniek de school uit te vluchten, maar werd onthaald op mitrailleurvuur. Andere militairen drongen door zijingangen het gebouw binnen en schoten met machinegeweren iedereen die zich in de klaslokalen bevond, het merendeel vrouwen en kinderen, dood. Veel van de overlevenden werden later opgespoord en alsnog doodgeschoten, en iedereen die het bloedbad had meegemaakt werd geterroriseerd om niet uit te laten lekken welke gruwelijkheden hadden plaatsgevonden.
De doden werden in naamloze massagraven begraven. Silva gaf een aantal van 140, later 195 doden, en beweerde uit noodweer gehandeld te hebben. Schattingen over het precieze aantal doden lopen er uiteen. 3600 is een vaak genoemd aantal, maar in werkelijkheid ligt het waarschijnlijk rond de 2200. Het Congres van Chili stelde een onderzoek in en de gebeurtenissen werden in 1913 in het Congres besproken, maar er werd verder geen actie ondernomen. Generaal Silva overleefde in 1914 ternauwernood een aanslag door de anarchist Antonio Ramón Ramón, broer van een van de slachtoffers van Iquique.
Het bloedbad heeft een onuitwisbare indruk achtergelaten op veel Chilenen en geldt als een van de zwartste bladzijden in de nationale geschiedenis. De gebeurtenissen van 1907 hebben aanleiding gegeven tot meerdere boeken, films en liederen, waarvan vooral de Cantata de Santa María de Iquique van Luis Advis, Héctor Duvauchelle en Quilapayún, uitgebracht in 1970, bekend is. President Michelle Bachelet riep 21 december 2007, precies honderd jaar na dato, uit als dag van nationale rouw. Zij gaf ook opdracht tot het herbegraven van de slachtoffers en de bouw van een monument in Iquique.